# Giải quần vợt Mỹ Mở rộng 2010 - Đôi nữ xe lăn
Korie Homan và Esther Vergeer là đương kim vô địch, nhưng chỉ có Vergeer tham dự giải năm nay. Cô đánh cặp với Sharon Walraven và họ đã vô địch sau khi thắng 6–3, 6–3 trước Daniela Di Toro và Aniek van Koot trong trận chung kết.

## Hạt giống
1. Daniela Di Toro /  Aniek van Koot (Chung kết)
2. Esther Vergeer /  Sharon Walraven (Vô địch)

## Bốc thăm

### Từ viết tắt
| - Q = Vòng loại - WC = Đặc cách - LL = Thua cuộc may mắn - Alt = Thay thế - SE = Miễn đặc biệt | - PR = Bảo toàn thứ hạng - w/o = Thắng nhờ đối thủ rút lui trước trận đấu - r = Bỏ cuộc giữa trận đấu - d = Bị xử thua - SR = Xếp hạng đặc biệt |

### Nhánh thi đấu
|  | Bán kết | Bán kết                                  | Bán kết | Bán kết                        | Bán kết |                                |   | Chung kết | Chung kết | Chung kết | Chung kết | Chung kết |  |
|  |         |                                          |         |                                |         |                                |   |           |           |           |           |           |  |
|  | 1       | Daniela Di Toro Aniek van Koot           | 6       | 6                              |         |                                |   |           |           |           |           |           |  |
|  | 1       | Daniela Di Toro Aniek van Koot           | 6       | 6                              |         |                                |   |           |           |           |           |           |  |
|  |         | Annick Sevenans Mackenzie Soldan         | 2       | 3                              |         |                                |   |           |           |           |           |           |  |
|  |         | Annick Sevenans Mackenzie Soldan         | 2       | 3                              | 1       | Daniela Di Toro Aniek van Koot | 3 | 3         |           |           |           |           |  |
|  |         |                                          |         |                                |         | Daniela Di Toro Aniek van Koot | 3 | 3         |           |           |           |           |  |
|  |         |                                          | 2       | Esther Vergeer Sharon Walraven | 6       | 6                              |   |           |           |           |           |           |  |
|  |         | Florence Alix-Gravellier Jiske Griffioen | 2       | Esther Vergeer Sharon Walraven | 6       | 6                              | 4 | 4         |           |           |           |           |  |
|  |         |                                          |         |                                |         |                                |   | 4         |           |           |           |           |  |
|  | 2       | Esther Vergeer Sharon Walraven           | 6       | 6                              |         |                                |   |           |           |           |           |           |  |

## Liên kết khác
- Main Draw